# Pierre Raymond Savard
Pour l’article homonyme, voir Savard.
Pierre Raymond Savard (né le 29 juin 1927 et mort le 20 juillet 2021) est un actionnaire, administrateur, homme d'affaires, marchand et homme politique fédéral et municipal du Québec.

## Biographie
Né à Montréal, il entame une carrière publique en devenant conseiller municipal de la ville de Verdun de 1973 à 1985. Il est également maire de cette ville de 1985 à 1993.
Député du Parti libéral du Canada dans la circonscription fédérale de Verdun lors d'une élection partielle déclenchée après la démission du député et ministre Bryce Mackasey, il est réélu en 1979 et en 1984. Il est battu à Verdun—Saint-Paul par le progressiste-conservateur Gilbert Chartrand en 1984.
Durant sa carrière politique, il est secrétaire parlementaire du ministre des Travaux publics de 1980 à 1982.
Il meurt à Montréal dans la nuit du 19 au 20 juillet 2021 à l'âge de 94 ans,.